# Calidad Pascual
Calidad Pascual (anciennement Grupo Leche Pascual) est une société laitière espagnole fondée en 1969. Elle a son siège à Aranda de Duero (Burgos).

## Histoire
La société est créée en 1969 lorsqu'un groupe d'entrepreneurs de Burgos, comprenant Tomás Pascual (originaire de Ségovie) comme directeur et ses frères, reprend une coopérative laitière en faillite à Aranda de Duero. L’opération peut être réalisée grâce à un emprunt à la Caisse d’épargne municipale de Burgos. Tomás Pascual change le nom du groupe pour Industrias Lácteas Pascual, qui est ensuite renommé Grupo Leche Pascual en 1972.
Au cours des premières années, la coopérative connaît des difficultés avec le départ de plusieurs de ses partenaires, mais Tomás Pascual reste à la tête de la société. Ce n’est qu’en 1973 que Pascual réussit à percer le marché espagnol grâce à l’introduction des emballages en brique Tetra, dont il est un pionnier en Espagne, et au procédé d’ultra-pasteurisation qui permet de conserver le lait plus longtemps. En 1980, le groupe commercialise pour la première fois la première marque de lait écrémé et demi-écrémé au niveau national.
En plus du marché des produits laitiers, Pascual commence rapidement à diversifier ses activités dans d’autres secteurs. En 1974, la société obtient la concession de la source d'Ortigosa del Monte, dans la province de Ségovie, grâce à laquelle elle peut commercialiser la marque d'eau minérale Bezoya. En 1987, elle commence à produire des jus de fruits sous la marque Zumosol (Zumisol pendant une courte période). Deux ans plus tard, elle réaménage son usine pour fabriquer des produits laitiers tels que la crème et le beurre. En 1991, elle absorbe l’usine de céréales pour petit-déjeuner Cerex. En 1995, la société introduit des gammes de yaourts pasteurisés sur le marché, c'est la première société espagnole à le faire.
Au cours des années 1980 et 1990, Pascual lance des campagnes publicitaires agressives dans les médias, en parrainant des programmes, des spots et des événements sportifs. À ce titre, Pascual est le sponsor de l'équipe olympique espagnole de natation et est actuellement l'un des sponsors du plan d'aide au développement olympique et paralympique espagnol. Grâce à la publicité et à des slogans tels que "le cousin de Zumosol", Pascual devient le leader du marché laitier espagnol dans les années 1990. Le concepteur du logo est Eufrasia Pascual Reyes, épouse d'un des frères de Tomás et partenaire capitaliste.
Pascual augmente le nombre d'installations et d'usines et continue à lancer de nouveaux produits au fil des ans. Depuis 1997, il commercialise une boisson à base de jus et de lait appelée BiFrutas (appelée aussi Pascual Funciona entre 2006 et 2010). Il s’appelait Bio Frutas jusqu’en 2010. En 2000, il fait de même avec Yosport, une sorte de yaourt liquide pasteurisé après fermentation. En 2002, il commence à commercialiser la gamme de produits à base de soja ViveSoy. Le chiffre d’affaires est de près de un milliard d’euros.
Le 16 février 2006, le fondateur de Grupo Leche Pascual, Tomás Pascual, meurt à l'âge de 79 ans après avoir passé 37 ans à la tête de la société. Son fils aîné, Tomás Pascual Gómez-Cuétara, prend la présidence de l'entreprise. Le groupe compte actuellement 22 sites industriels et est présent dans 80 pays sur quatre continents, l’Espagne et certains pays d’Amérique du Sud constituant ses principaux marchés de vente.
Pascual a dû faire face à la baisse des ventes, à la restructuration de la main-d'œuvre et à la perte de positions dans le secteur laitier espagnol, derrière Central Lechera Asturiana et Puleva. En 2010, il tente de racheter sans succès la gamme de produits laitiers Ebro qui est finalement acquise par le groupe français Lactalis. Et fin 2013, il vend la marque Zumosol à son concurrent turc Toksöz pour 40 millions d'euros.
En décembre 2012, Grupo Leche Pascual forme une coentreprise avec Asia Brewery aux Philippines sous le nom de AB Pascual Foods avec l'introduction du yaourt Creamy Delight.
En janvier 2014, la société annonce une nouvelle identité visuelle, afin de refléter ses activités des secteurs autres que le secteur laitier. Dans le même temps, Grupo Leche Pascual change son nom en Calidad Pascual.

## Marques
- Pascual (lait, yaourt pasteurisé, margarine, shakes et crème fouettée sucrée)
- Vivesoy (boissons végétales)
- Bezoya (eau minérale)
- BiFrutas (lait avec jus de fruits)
- Mocay caffè (café pour la restauration)
- Creamy Delight (Philippines, yaourt pasteurisé)